# Ellie Chowns
Eleanor Elizabeth « Ellie » Chowns, née le 7 mars 1975 à Chertsey (Surrey), est une femme politique britannique, élue députée européenne des West Midlands en juin 2019. Elle est membre du Parti vert de l'Angleterre et du pays de Galles. Elle est élue députée britannique en 2024.

## Biographie

### Vie privée et professionnelle
Elle étudie la géographie, les études environnementales et les études de développement à l'Université du Sussex, où elle obtient un baccalauréat ès arts (BA) en 1997. Elle obtient l'année suivante une maîtrise (« Master of Professional Studies » (MProf)) en développement durable à l'Université du Middlesex. Elle a poursuit ensuite une recherche doctorale en développement international à l'Université de Birmingham. Elle obtient sont doctorat en 2014 avec une thèse « L'économie politique de la gestion communautaire : étude des facteurs influant sur la durabilité dans le secteur de l'approvisionnement en eau en milieu rural au Malawi » (The political economy of community management: a study of factors influencing sustainability in Malawi's rural water supply sector).
Spécialiste en développement international, elle a travaillé pour des organisations caritatives telles que Voluntary Service Overseas (en) et Christian Aid (en), et a été chargée de cours à l'Université de Birmingham,.

### Vie politique
Elle se lance en politique en 2015 en rejoignant le Parti vert. En 2017 elle est élue conseillère du comté d'Herefordshire et devient la leader du groupe vert. Elle se présente ensuite aux élections générales de 2017 dans la circonscription de North Herefordshire et obtient 5,5% of the vote, terminant quatrième sur six candidats.
En mai 2019 elle est réélue conseillère du comté d'Herefordshire avec 78,6 % des voix. Quelques jours plus tard elle est mène la liste des verts aux élections européennes de 2019 dans les West Midlands. Avec 10,66 % celle ci obtient un siège et elle est élue au Parlement européen. Elle cesse de siéger à partir du 31 janvier 2020, date à laquelle son pays quitte l'Union européenne. Elle est élue à la chambre des Communes en juillet 2024.